# Vuelta Independencia Nacional 2012
La 33ª edición de la Vuelta Independencia Nacional se disputó desde el 19 al 27 de febrero de 2012.
Fueron 9 etapas las que tuvo el recorrido (una más que la edición anterior) para totalizar 1.205 km transitando por la zona sur, este y norte del país. Dos de esas etapas contaron con doble sector, la 2ª en que los dos tramos fueron en carretera y la 8ª en que fue uno en carretera y el otro contrarreloj. La 1ª etapa se disputó en un circuito cerrado en la capital Santo Domingo, al igual que la última.
La prueba estuvo incorporada al UCI America Tour 2011-2012, siendo la décima carrera de dicho calendario.
El ganador fue Ismael Sánchez del equipo Comisión Nacional de Energía-La Vega. Fue seguido en el podio por los colombianos Róbigzon Oyola y Eduard Beltrán del EPM-UNE.
En las clasificaciones secundarias, las metas volantes fueron dominadas por el ecuatoriano José Bone, mientras que el local Addelin Cruz del equipo Ochoa Finauto triunfó en la clasificación de la montaña.   
El español Diego Milán del equipo Aro & Pedal fue el más regular y por equipos ganaron los colombianos del EPM-UNE
La clasificación Sub-23 fue conquistada por los colombiano del EPM-UNE,  Eduard Beltran.

## Equipos participantes
Participaron un total de 22 equipos, 10 locales y 12 extranjeros siendo 131 ciclistas los que iniciaron la prueba, siendo 73 los que la culminaron.
La selección de Kazajistán y el Astana Continental, participaron hasta la 4.ª etapa ya que la selección de ese país fue expulsada de la carrera por irregularidades en la inscripción. Los ciclistas del Astana Continental en solidaridad con sus compatriotas abandonaron la competición, ya que varios de los integrantes de la selección pertenecían al equipo.

### Equipos  extranjeros
| - Curazao - EPM-UNE - Selección de Kazajistán - Continental Team Astana - Global Cycling - 1 % por el Planeta - Soacha-Puerto Rico - Selección de Estados Unidos sub-23 - Arbo-Oberndorfer-KTM - Firefighters Racing Team - A.S.C. Vetiver - Selección de Ecuador | - Aro & Pedal-Inteja - Fénix - Club Arco Iris - Miderec-Bicicentro - León Ureña-AG Wilse-Moca - Comisión Nacional de Energía-La Vega - San Pedro de Macorís - San Cristóbal-Villa Altagracia - Team Romana - Ochoa-FinAuto - Santiago |

## Etapas
| Etapa | Fecha | Recorrido                              | km         | Ganador                                          | Líder                                                 |
| 1ª    | 19/2  | Circuito en Santo Domingo              | 84         | Diego Milán (Aro & Pedal-Inteja)                 | Diego Milán (Aro & Pedal-Inteja)                      |
| 2ªa   | 20/2  | Santo Domingo-La Romana                | 105        | Ruslan Tleubayev (Astana Continental)            | Ruslan Tleubayev (Astana Continental)                 |
| 2ªb   | 20/2  | La Romana-Higüey                       | 47,2       | José Bone (Selección de Ecuador)                 | Ruslan Tleubayev (Astana Continental)                 |
| 3ª    | 21/2  | Higüey-Santo Domingo                   | 172        | Wendy Cruz (Ochoa-FinAuto)                       | Ruslan Tleubayev (Astana Continental)                 |
| 4ª    | 22/2  | San Cristóbal-Baní                     | 137,2      | Arman Kamyshev (Selección de Kazajistán)         | Ruslan Tleubayev (Astana Continental)                 |
| 5ª    | 23/2  | Santo Domingo-San Francisco de Macorís | 130,7      | Diego Milán (Aro & Pedal-Inteja)                 | Wendy Cruz (Ochoa-FinAuto)                            |
| 6ª    | 24/2  | Moca-Jarabacoa                         | 156        | Segundo Navarrete (Selección de Ecuador)         | Ismael Sánchez (Comisión Nacional de Energía-La Vega) |
| 7ª    | 25/2  | Circuito en Santiago                   | 110,5      | Bruno Langlois (1% por el Planeta)               | Ismael Sánchez (Comisión Nacional de Energía-La Vega) |
| 8ªa   | 26/2  | La Vega-Santo Domingo                  | 115        | Tanner Putt (Selección de Estados Unidos sub-23) | Ismael Sánchez (Comisión Nacional de Energía-La Vega) |
| 8ªb   | 26/2  | Santo Domingo-Santo Domingo            | 10,4 (CRI) | Bruno Langlois (1% por el Planeta)               | Ismael Sánchez (Comisión Nacional de Energía-La Vega) |
| 9ª    | 27/2  | Circuito en Santo Domingo              | 120        | Jaime Vergara (EPM-UNE)                          | Ismael Sánchez (Comisión Nacional de Energía-La Vega) |

## Clasificaciones finales

### Clasificación general
| Posición | Ciclista          | Equipo                       | Tiempo           |
| -------- | ----------------- | ---------------------------- | ---------------- |
|          | Ismael Sánchez    | Comisión Nacional de Energía | 27 h 05 min 45 s |
| 2        | Róbigzon Oyola    | EPM-UNE                      | a 1 min 31 s     |
| 3        | Edward Beltrán    | EPM-UNE                      | a 1 min 48 s     |
| 4        | Isaac Bolívar     | EPM-UNE                      | a 2 min 14 s     |
| 5        | Rafael German     | Club Arco Iris               | a 2 min 34 s     |
| 6        | Efren Ortega      | Soacha-Puerto Rico           | a 2 min 55 s     |
| 7        | Diego Milán       | Aro & Pedal-Inteja           | a 3 min 12 s     |
| 8        | Bruno Langlois    | 1% por el Planeta            | a 3 min 20 s     |
| 9        | Segundo Navarrete | Selección de Ecuador         | a 3 min 51 s     |
| 10       | Coulton Hartich   | Firefighters Racing          | a 3 min 55 s     |

### Clasificación montaña
| Posición | Ciclista          | Equipo                       | Puntos |
| -------- | ----------------- | ---------------------------- | ------ |
| 1        | Addelin Cruz      | Ochoa Finauto                | 29     |
| 2        | Augusto Sánchez   | Comisión Nacional de Energía | 28     |
| 3        | Segundo Navarrete | Selección de Ecuador         | 23     |

### Clasificación regularidad
| Posición | Ciclista    | Equipo                 | Puntos |
| -------- | ----------- | ---------------------- | ------ |
| 1        | Diego Milán | Aro & Pedal-Inteja     | 141    |
| 2        | José Bone   | Selección de Ecuador   | 78     |
| 3        | Wendy Cruz  | Ochoa-FinAuto-Santiago | 77     |

### Clasificación metas volantes
| Posición | Ciclista            | Equipo               | Puntos |
| -------- | ------------------- | -------------------- | ------ |
| 1        | José Bone           | Selección de Ecuador | 31     |
| 2        | Rafael German       | Club Arco Iris       | 17     |
| 3        | Javier Gómez Pineda | EPM-UNE              | 12     |

### Clasificación por equipos
| Posición | Equipo                       | Tiempo           |
| -------- | ---------------------------- | ---------------- |
| 1        | EPM-UNE                      | 81 h 24 min 43 s |
| 2        | Comisión Nacional de Energía | a 7 min 02 s     |
| 3        | Selección de Ecuador         | a 17 min 48 s    |
| 4        | Ochoa Finauto-Santiago       | a 32 min 00 s    |
| 5        | Global Cycling               | a 34 min 58 s    |

## UCI America Tour
La carrera al estar integrada al calendario internacional americano 2011-2012 otorgó puntos para dicho campeonato. El baremo de puntuación es el siguiente:
| Posición                    | 1º | 2º | 3º | 4º | 5º | 6º | 7º | 8º |
| Clasificación general final | 40 | 30 | 16 | 12 | 10 | 8  | 6  | 3  |
| Por etapa                   | 8  | 5  | 2  |    |    |    |    |    |
| Lider General por etapa     | 4  |    |    |    |    |    |    |    |

Los 10 ciclistas que obtuvieron más puntaje fueron los siguientes:
| Ciclista            | Equipo                               | Puntos por la clasificación final | Puntos de etapa | Puntos de líder | Total |
| ------------------- | ------------------------------------ | --------------------------------- | --------------- | --------------- | ----- |
| Ismael Sánchez**    | Comisión Nacional de Energía-La Vega | 40                                | 5               | 16              | 61    |
| Diego Milán**       | Aro & Pedal-Inteja                   | 6                                 | 27              | 4               | 37    |
| Róbigzon Oyola      | EPM-UNE                              | 30                                | 5               | -               | 35    |
| Ruslan Tleubayev    | Astana Continental                   | -                                 | 13              | 16              | 29    |
| Bruno Langlois**    | 1& por el Planeta                    | 3                                 | 18              | -               | 21    |
| Eduard Beltrán      | EPM-UNE                              | 16                                | 2               | -               | 18    |
| José Bone**         | Selección de Ecuador                 | -                                 | 18              | -               | 18    |
| Isaac Bolívar       | EPM-UNE                              | -                                 | -               | 12              | 12    |
| Wendy Cruz**        | Ochoa-FinAuto                        |                                   | 8               | 4               | 12    |
| Segundo Navarrete** | Selección de Ecuador                 | -                                 | 12              | -               | 12    |

- ** Sus puntos no van a la clasificación por equipos del UCI América Tour. Sólo van a la clasificación individual y por países, ya que los equipos a los que pertenecen no son profesionales.